# Río Grande (Messico)
Río Grande è una municipalità dello stato di Zacatecas, nel Messico centrale, il cui capoluogo è la località omonima.
Conta 62.693 abitanti (2010) e ha una estensione di 1.839,28 km².
Il nome della municipalità è dovuto al fiume Aguanava, che attraversa il territorio.